# Oxira efflorescens
Oxira efflorescens är en fjärilsart som beskrevs av George Francis Hampson 1891. Oxira efflorescens ingår i släktet Oxira och familjen nattflyn. Inga underarter finns listade i Catalogue of Life.